# ‘En H̱emed
‘En H̱emed (hebreiska: עין חמד, En H̱emed) är en källa i Israel.   Den ligger i distriktet Jerusalem, i den nordöstra delen av landet. ‘En H̱emed ligger 608 meter över havet.
Terrängen runt ‘En H̱emed är huvudsakligen kuperad, men åt nordost är den platt. Terrängen runt ‘En H̱emed sluttar västerut.Runt ‘En H̱emed är det tätbefolkat, med 913 invånare per kvadratkilometer. Närmaste större samhälle är Jerusalem, 9,2 km öster om ‘En H̱emed. Omgivningarna runt ‘En H̱emed är i huvudsak ett öppet busklandskap.